# Clusia cardonae
Clusia cardonae là một loài thực vật có hoa trong họ Bứa. Loài này được Maguire mô tả khoa học đầu tiên năm 1957.